# Bahnstrecke Crimmitschau–Schweinsburg
| Auszug aus der Streckenkarte Sachsens 1911 |                      |                                         |                                         |
| Streckennummer: | sä. CS               |                                         |                                         |
| Kursbuchstrecke: | -                    |                                         |                                         |
| Streckenlänge: | 3,62 km              |                                         |                                         |
| Spurweite: | 1435 mm (Normalspur) |                                         |                                         |
| Maximale Neigung: | 10 ‰                 |                                         |                                         |
| Minimaler Radius: | 250 m                |                                         |                                         |
| |                      |                                         |                                         |
| \| \| \| von Leipzig Bayer Bf \| \| \| \| 0,000 \| Crimmitschau \| 237 m \| \| \| \| nach Hof Hbf \| \| \| \| 1,600 \| Ldst Crimmitschau-Wahlen \| 245 m \| \| \| \| Anst Spinnerei Arno Schönfeld \| \| \| \| 2,750 \| Pleißebrücke (16 m) \| Pleißebrücke (16 m) \| \| \| 2,900 \| Pleißebrücke (10 m) \| Pleißebrücke (10 m) \| \| \| 3,115 \| Anst Spinnerei Carl Roth \| Anst Spinnerei Carl Roth \| \| \| 3,379 \| Pleißebrücke (33 m) \| Pleißebrücke (33 m) \| \| \| \| Anst Elektrizitätswerk Schweinsburg \| \| \| \| 3,620 \| Schweinsburg \| 247 m \| \| \| \| Anst VEB Zwirnerei Sachsenring Glauchau \| \| \| \| 3,884 \| (Streckenende) \| (Streckenende) \| |                      |                                         |                                         |
| Strecke |                      | von Leipzig Bayer Bf                    | von Leipzig Bayer Bf                    |
| Bahnhof | 0,000                | Crimmitschau                            | 237 m                                   |
| Abzweig ehemals geradeaus und nach rechts |                      | nach Hof Hbf                            | nach Hof Hbf                            |
| Dienststation / Betriebs- oder Güterbahnhof (Strecke außer Betrieb) | 1,600                | Ldst Crimmitschau-Wahlen                | 245 m                                   |
| Abzweig geradeaus und von rechts (Strecke außer Betrieb) |                      | Anst Spinnerei Arno Schönfeld           | Anst Spinnerei Arno Schönfeld           |
| Brücke (Strecke außer Betrieb) | 2,750                | Pleißebrücke (16 m)                     | Pleißebrücke (16 m)                     |
| Brücke (Strecke außer Betrieb) | 2,900                | Pleißebrücke (10 m)                     | Pleißebrücke (10 m)                     |
| Abzweig geradeaus und von links (Strecke außer Betrieb) | 3,115                | Anst Spinnerei Carl Roth                | Anst Spinnerei Carl Roth                |
| Brücke (Strecke außer Betrieb) | 3,379                | Pleißebrücke (33 m)                     | Pleißebrücke (33 m)                     |
| Abzweig geradeaus und von rechts (Strecke außer Betrieb) |                      | Anst Elektrizitätswerk Schweinsburg     | Anst Elektrizitätswerk Schweinsburg     |
| Dienststation / Betriebs- oder Güterbahnhof (Strecke außer Betrieb) | 3,620                | Schweinsburg                            | 247 m                                   |
| Abzweig geradeaus und von links (Strecke außer Betrieb) |                      | Anst VEB Zwirnerei Sachsenring Glauchau | Anst VEB Zwirnerei Sachsenring Glauchau |
| | 3,884                | (Streckenende)                          | (Streckenende)                          |

Die Bahnstrecke Crimmitschau–Schweinsburg war eine nur dem Güterverkehr dienende Nebenbahn in Sachsen. Sie begann im Bahnhof  Crimmitschau der Bahnstrecke Leipzig–Hof und führte zu den Fabriken im Pleißetal bei Schweinsburg. Die 1908 eröffnete Strecke wurde nach 1963 stillgelegt.

## Geschichte
Schweinsburg besaß seit 1887 im nahen Culten einen Personenhaltepunkt an der Sächsisch-Bayerischen Bahn, eine Zugangsstelle zum Güterverkehr hatte die Gemeinde jedoch nicht. Die nächsten Güterbahnhöfe befanden sich in Crimmitschau und Werdau, was die wirtschaftliche Entwicklung der im Ort ansässigen Textilunternehmen nachhaltig bremste. Der Schweinsburger Rittergutsbesitzer Carl Wolf gründete daraufhin den „Industriebahn-Verein von Schweinsburg und Umgebung“, der sich für eine verbesserte Bahnanbindung engagierte.
In den 1890er Jahren beabsichtigten die Königlich Sächsischen Staatseisenbahnen eine Erweiterung des Bahnhofes Crimmitschau, der an seiner Kapazitätsgrenze angelangt war; südlich der bestehenden Anlagen im Stadtteil Wahlen sollte ein neuer Güterbahnhof entstehen, der über ein parallel zur Hauptbahn gelegenes Gleis an den Bahnhof Crimmitschau anschließt. Für 2,35 Kilometer Gleis, Laderampen und die nötigen Hochbauten war zunächst ein Kostenrahmen von 750.000 Mark vorgesehen. Am 4. April 1898 genehmigte die II. Kammer des Sächsischen Landtags das Projekt. Die Vorarbeiten für den Bau begannen im September 1898, ohne dass die Bauarbeiten tatsächlich begannen. Zwischenzeitlich gab es Planungen für eine Weiterführung nach Werdau Nord und Zwickau, die später wieder verworfen wurden.
Neue Bewegung kam in das Projekt, als die Allgemeine Elektricitätsgesellschaft (AEG) in Schweinsburg ein Kraftwerk plante. Am 1. April 1906 begann das Abstecken der Trasse bis zum neuen Bahnhof Schweinsburg, am 25. März 1907 begannen die Bauarbeiten. Im Jahr 1908 waren hier im Durchschnitt 135 Personen beschäftigt. Insgesamt kostete der Bau der Bahn 607.867 Mark und damit fast 150.000 Mark weniger, als 1898 bewilligt wurde. Am 26. Juni 1908 fuhr über die Strecke ein Prüfungszug mit hohen Beamten, darunter dem Generaldirektor der Königlich Sächsischen Staatseisenbahnen Karl von Kirchbach.
Am 1. Juli 1908 wurde die neue Industriebahn offiziell in Betrieb genommen. Der Fahrplan sah anfangs zwei Güterzugpaare täglich vor; bei Bedarf ergänzt um ein Drittes. Wichtigster Güterkunde war das Elektrizitätswerk am Bahnhof Schweinsburg, das regelmäßig mit Kohle beliefert wurde. Für weiteren Güterverkehr sorgten drei Textilbetriebe, die eigene Anschlussgleise besaßen.
Als im Jahr 1963 das Elektrizitätswerk stillgelegt wurde, verlor die Bahn ihre Existenzgrundlage. Die Deutsche Reichsbahn stellte den Betrieb der Industriebahn ein und demontierte wenig später die Gleise.

## Streckenbeschreibung

### Verlauf
Die Bahnstrecke begann am Bahnhof Crimmitschau. Die folgenden 1,5 Kilometer verlief sie direkt parallel der Bahnstrecke Leipzig–Hof gen Süden. Die Ladestelle Crimmitschau-Wahlen wurde bei Kilometer 1,6 erreicht. Sie lag an der Ortsgrenze vom Crimmitschauer Ortsteil Wahlen zu Neukirchen/Pleiße. In diesem Bereich trennte sich die weiter nach Süden verlaufende Industriebahnstrecke von der in einem Bogen nach Südwesten verlaufenden Bahnstrecke Leipzig–Hof. Es folgte ein Anschlussgleis der Spinnerei Arno Schönfeld. Nachdem im Ortsbereich von Neukirchen zweimal die Pleiße passiert wurde, folgte ein Anschlussgleis der Spinnerei Carl Roth. Anschließend passierte die Strecke nochmals die Pleiße. Das südliche Streckenende bildete das Anschlussgleis des Elektrizitätswerks Schweinsburg und der Güterbahnhof Schweinburg bei Kilometer 3,62. Letzterer befand sich nur etwa 500 Meter östlich des Personenhalts Schweinsburg-Culten an der Bahnstrecke Leipzig–Hof. Hinter dem Güterbahnhof folgte noch ein Anschlussgleis der VEB Zwirnerei Sachsenring Glauchau. Bei Kilometer 3,884 wurde das südliche Streckenende erreicht.

### Betriebsstellen
Crimmitschau ⊙
Der Bahnhof Crimmitschau wurde am 15. März 1844 an der Bahnstrecke Leipzig–Hof eröffnet. Zwischen 1908 und 1963 war er Ausgangspunkt der Bahnstrecke Crimmitschau–Schweinsburg, die nur im Güterverkehr betrieben wurde.

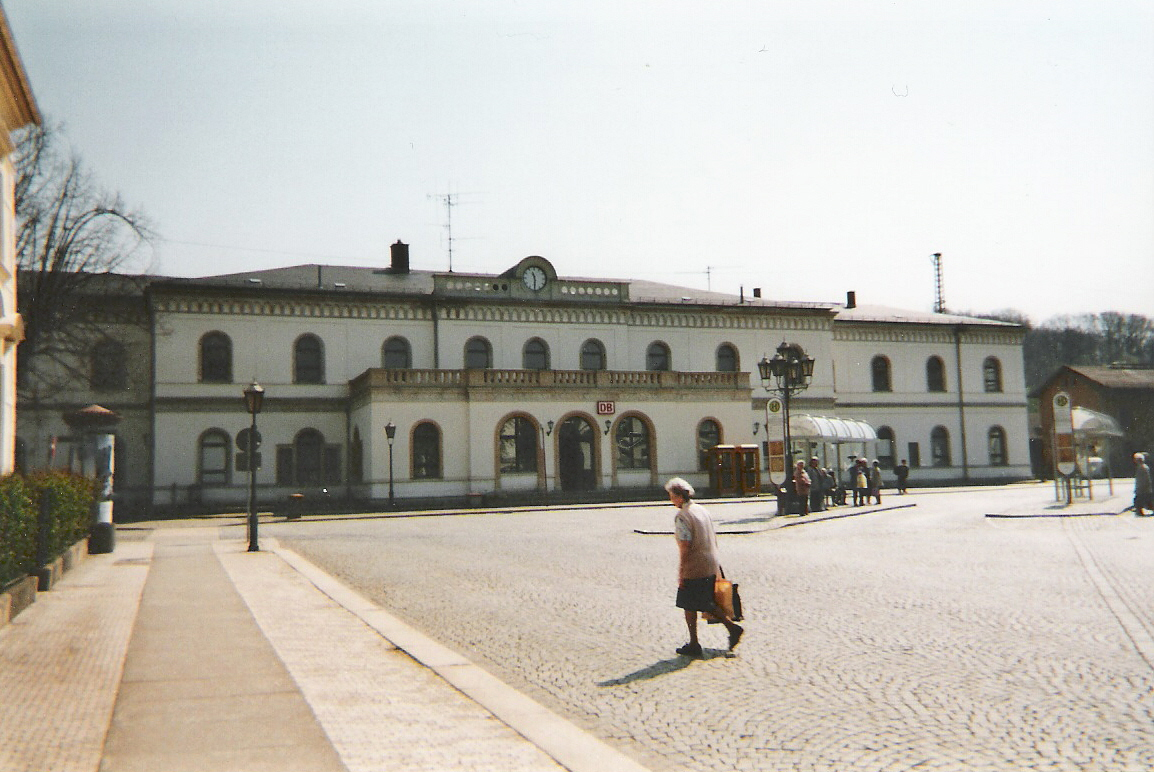
Bahnhof Crimmitschau während der Nutzung des Empfangsgebäudes
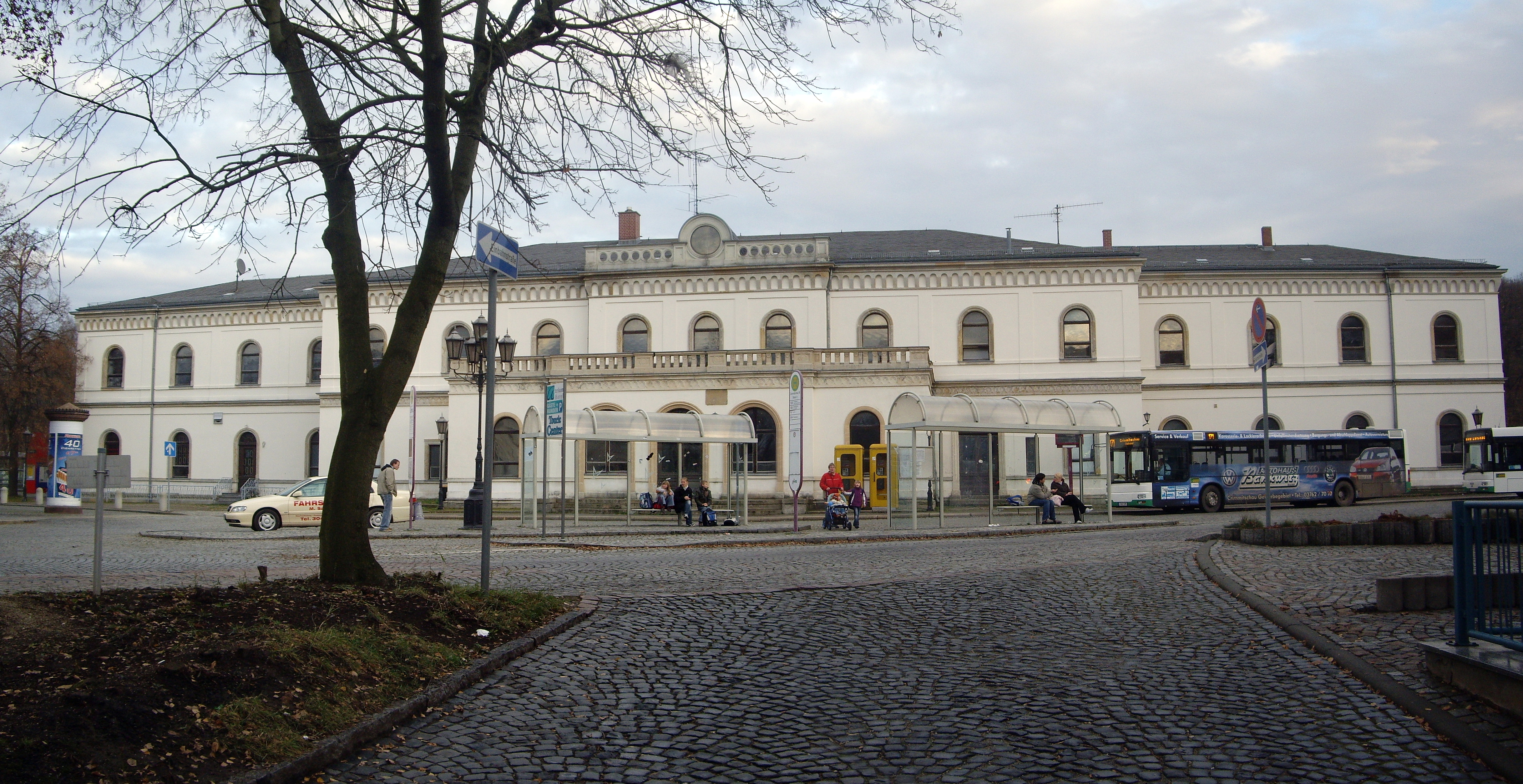
Bahnhof Crimmitschau
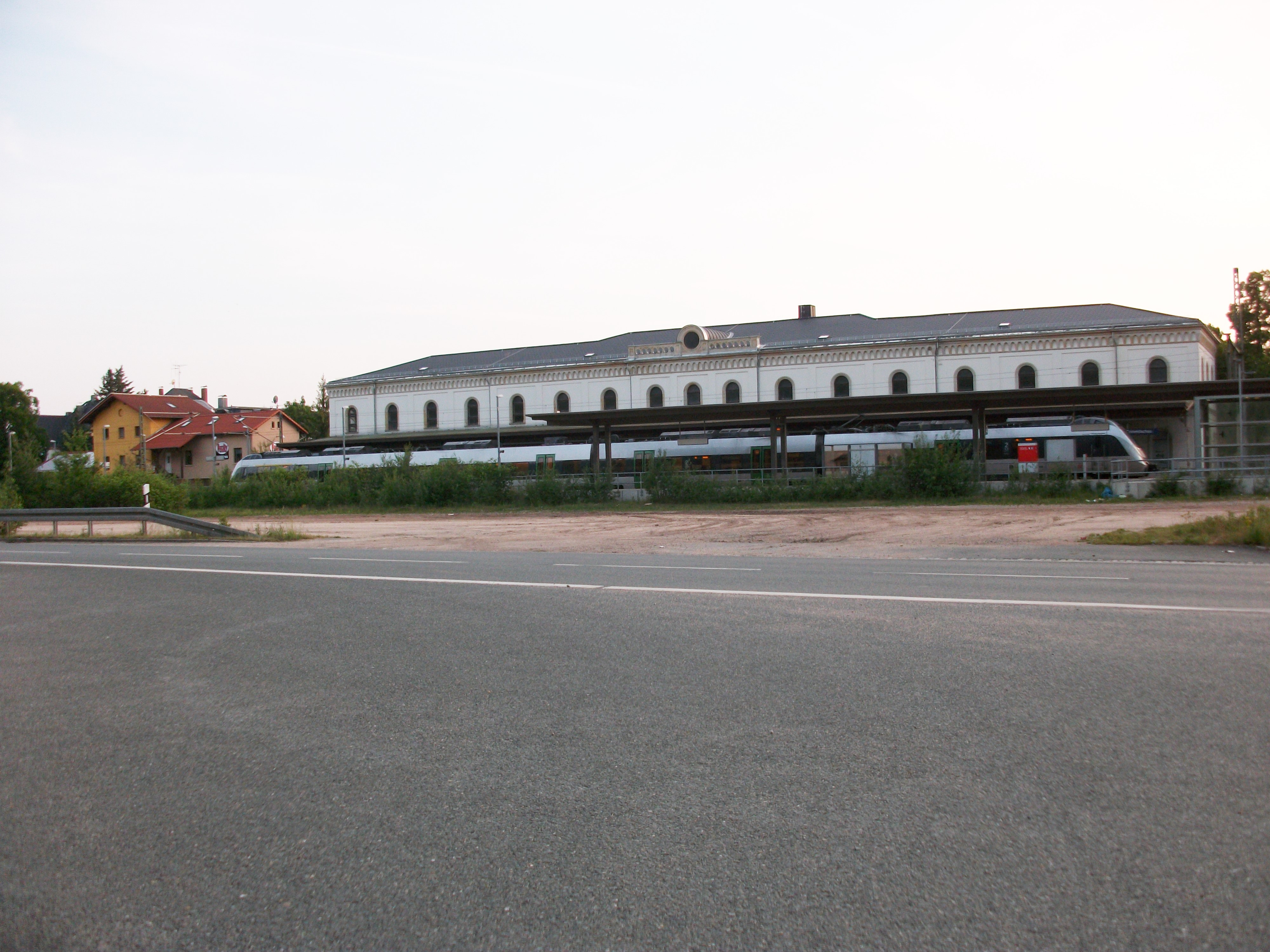
Bahnhof Crimmitschau mit S-Bahn (2016)

Crimmitschau-Wahlen ⊙

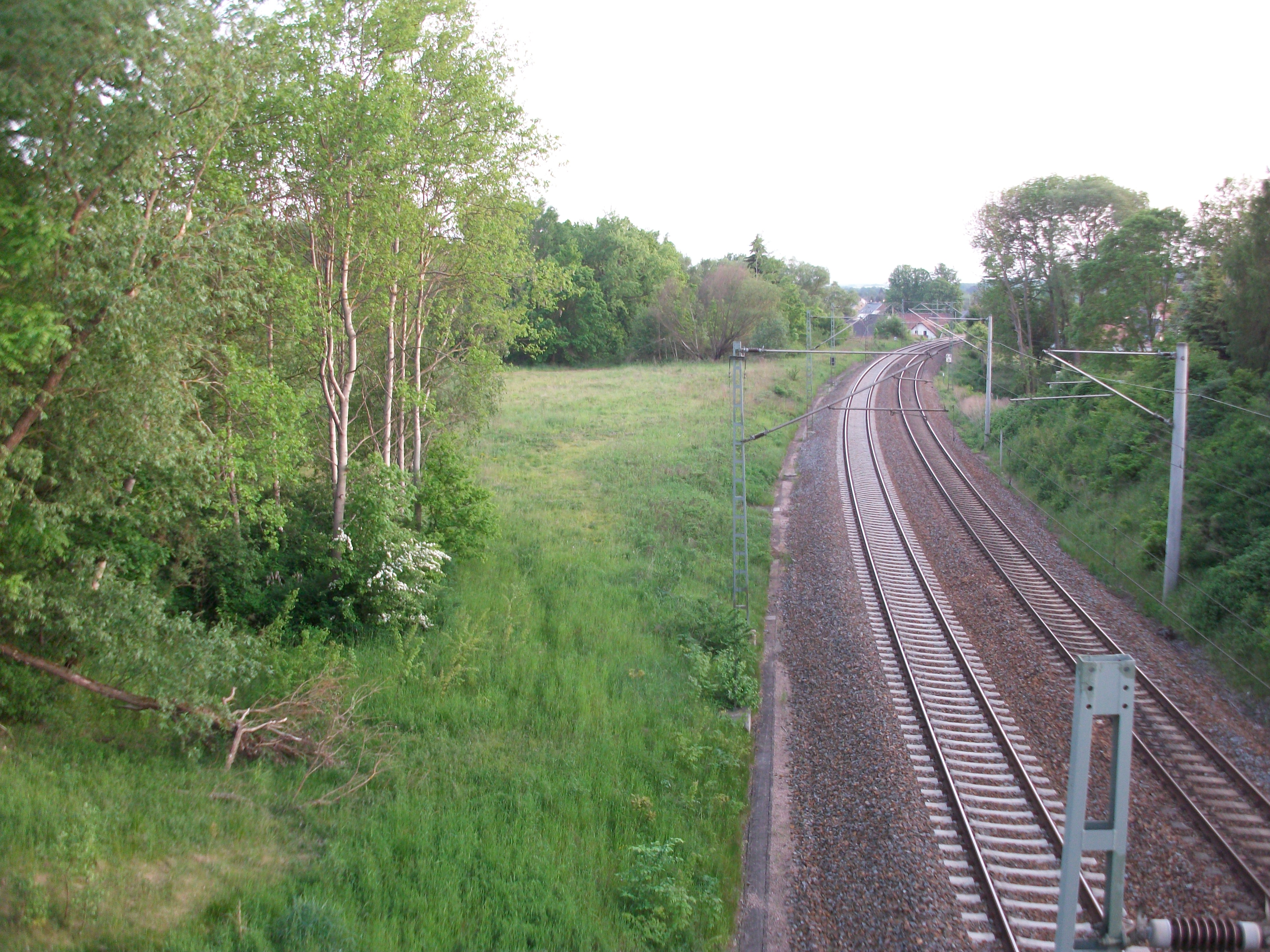
Standort ehem. Ldst Crimmitschau-Wahlen (2016)

Die Ladestelle Crimmitschau-Wahlen wurde am 1. Juli 1908 im südlichen Stadtteil Wahlen eröffnet. Mit der Stilllegung der Bahnstrecke im Jahr 1963 ging auch die Ladestelle außer Betrieb. Die Hochbauten wurden danach vollständig abgerissen. Die einstige Ladestelle befand sich kurz hinter der Straßenüberführung „Harthstraße“ (heute: „Dänkritzer Landstraße“).
Schweinsburg ⊙
Der Güterbahnhof Schweinsburg wurde am 1. Juli 1908 als Ladestelle eröffnet. Gleichzeitig erfolgte die Umbenennung des Haltepunkts Culten an der Bahnstrecke Leipzig–Hof in Schweinsburg-Culten. 1911 erfolgte die Hochstufung zum Güterbahnhof. Die Station diente vor allem zur Belieferung des benachbarten Kraftwerks der  Allgemeinen Elektricitätsgesellschaft (AEG) in Schweinsburg. Dieses Elektrizitätswerk war der wichtigste Güterkunde an der Strecke. Nach dessen Stilllegung im Jahr 1963 fielen die Kohlezüge ins Kraftwerk weg, wodurch die Bahnstrecke ihre Existenzgrundlage verlor und eingestellt wurde.
Die Endstation der Bahnstrecke befindet sich in Schweinsburg, das seit 1934 ein Ortsteil von Schweinsburg-Culten und seit 1950 von Neukirchen/Pleiße ist. Am Standort sind noch das renovierte Wohnhaus und der nach 2006 restaurierte Güterschuppen vorhanden. An letzterem wurde die Beschriftung im Zuge der Renovierung erneuert. Der Güterbahnhof Schweinsburg befindet sich in der „Bahnhofstraße“ ca. 500 Meter in direkter östlicher Richtung des Personenhaltepunkts Schweinsburg-Culten der Bahnstrecke Leipzig–Hof.

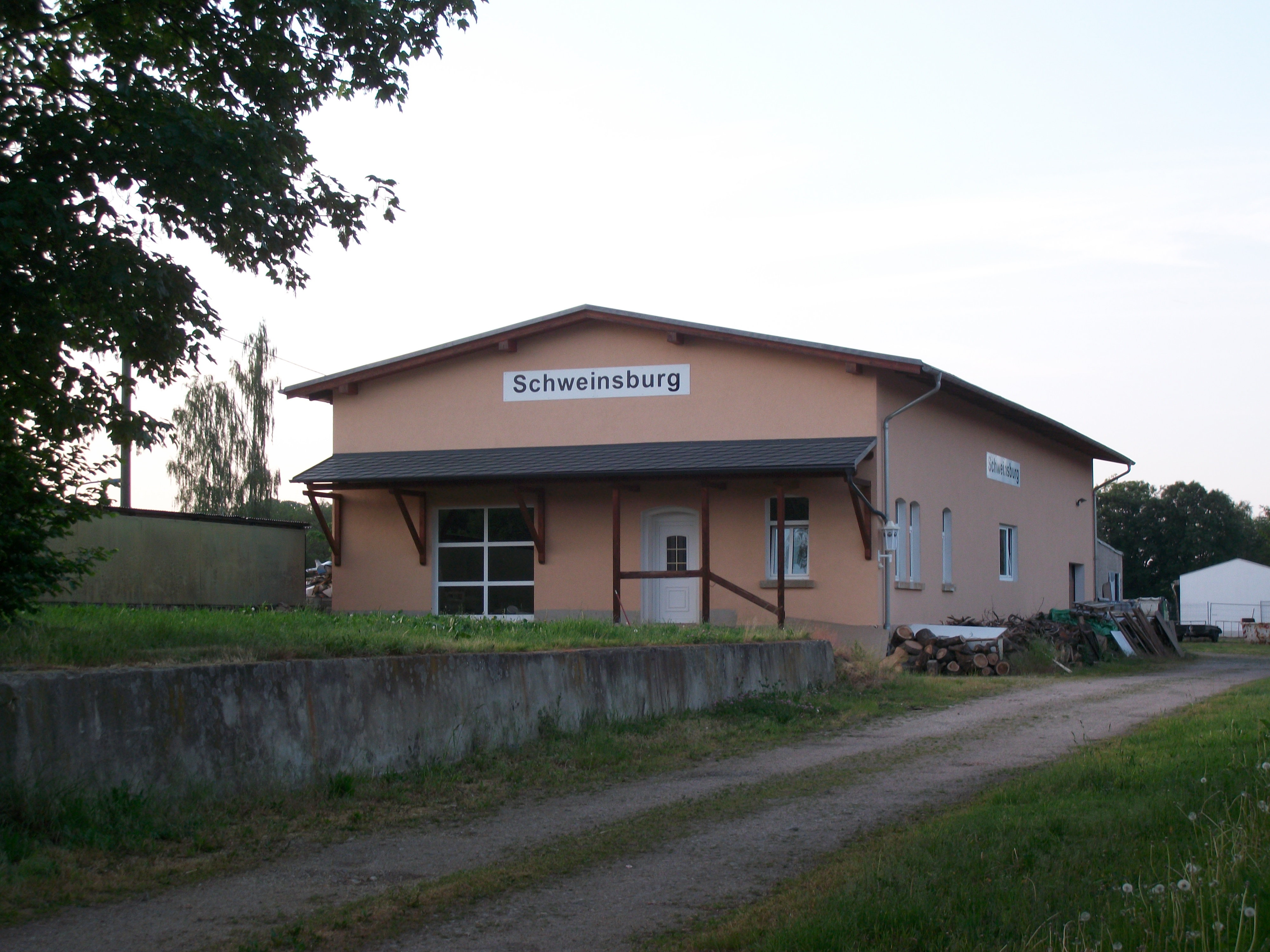
Ehem. Gbf Schweinsburg, Güterschuppen (2016)
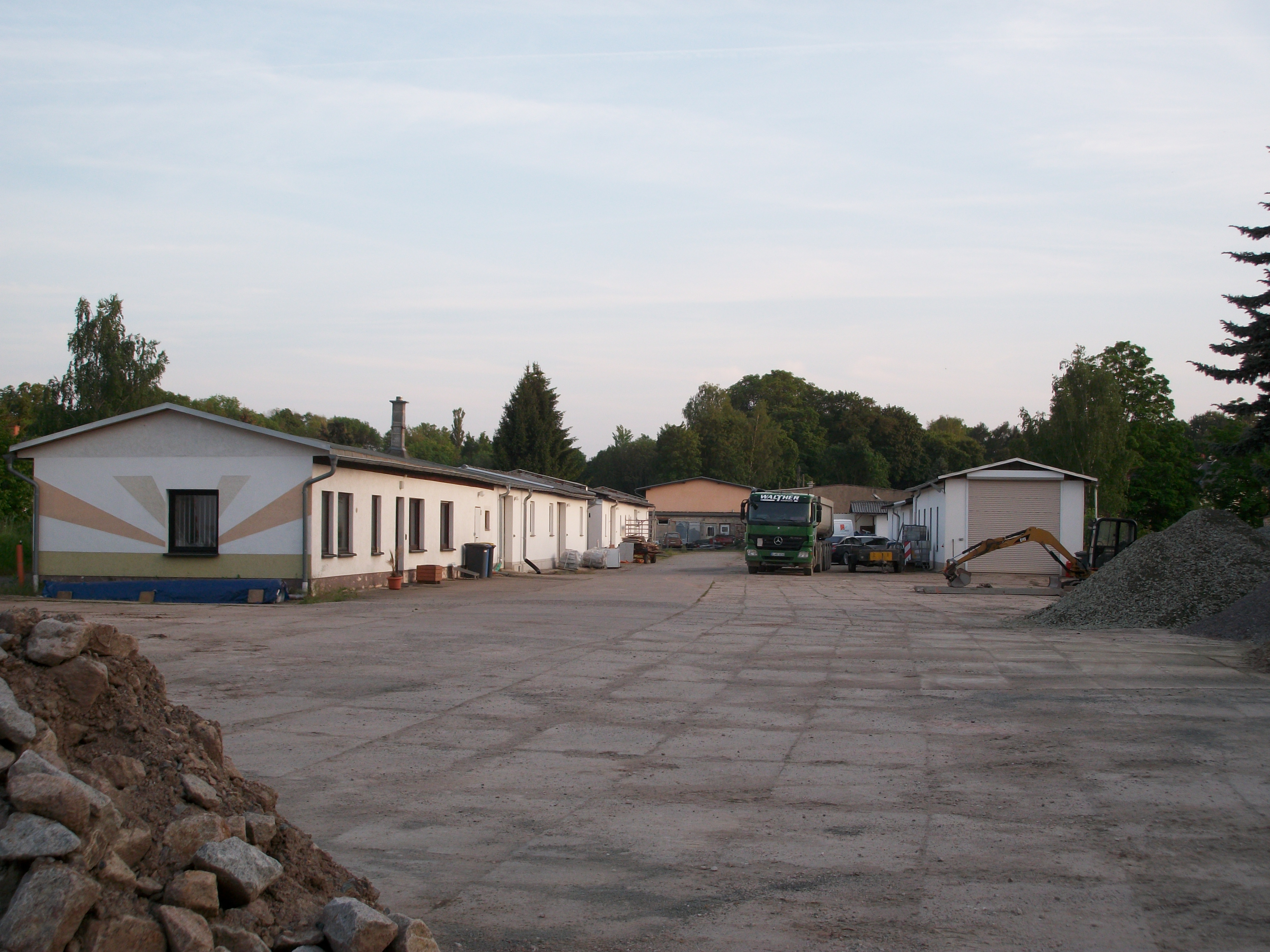
Ehem. Gbf Schweinsburg (2016)